# Chalisgaon
Chalisgaon, est une ville et un conseil municipal du district de Jalgaon dans l'État indien du Maharashtra. Lors du recensement de l'Inde de 2011, sa population s'élève à 97 551 habitants.